# ENJOY! THE SUNDAY
『ENJOY! THE SUNDAY』（エンジョイ!ザ・サンデー）は、NACK5で放送しているラジオ番組。前身は『SundaySunday』。片桐担当番組では『SUNDAY NAVIGATION』が直接の前身ではあるが、この枠の内容は『Sunday Search』に譲った形となった。『〜Search』終了で一部コーナーを『ENJOY!』に復帰させている。
2012年3月25日の放送をもって終了し、後枠にはSUNDAY BIRDS〜遊びの天才〜が移動し、片桐担当の番組は月曜朝5:00〜6:00の「WEEKLY NACK5」へ移動した。（遠近由美子の降板に伴い片桐へ交代）

## コーナー
- メッセージテーマ・ふつおた・・・リスナーから送られてきたメッセージテーマや、ふつおた（普通のお便り）を読む。

一時期は、「日曜日をどのようにエンジョイするか？」がテーマとなっていた。
- Let's Enjoy!…お出かけ情報などをお届け。
- What's Going On?…時事ネタを取り上げるコーナー。
- ワンダフルサンデー…『ONE BRAND』とのコラボ企画コーナー。愛犬と毎日ENJOYするためのライフプランや、愛犬との暮らしに役立つ情報を伝える。

### 過去のスペシャルウィーク用コーナー
- ギタークイズ…SUNDAY NAVIGATION時代から行なわれていたクイズ。かつて2ヶ月に1〜2回行なわれていた。片桐八千代のギター演奏を聴いて、曲名を当てるクイズ。正解者には抽選で、アーティストグッズが当たる。
- エンジョイ・ザ・ダービー
- 日曜検定（クイズ）

## タイムテーブル

### 8時台
- 8時06分 NACK5 NEWS
- 8時08分 NACK5 TRAFFIC
- 8時10分 レジャーウェザー（NACK5 WEATHER）
- 8時35分 コーナー番組『栗山英樹 Dream Navigation』栗山英樹
  - 2011年12月25日をもって番組終了。（北海道日本ハムファイターズの監督就任に伴い）

2012年1月1日以降は8:35〜9:00をメール紹介などの枠に当てられていた。

### 9時台
- 9時05分 NACK5 TRAFFIC
- 9時07分 NACK5 WEATHER
- 9時40分 コーナー番組『H.I.S. presents KONISHIKI LEALEA SUNDAY』KONISHIKI
  - 次番組『SUNDAY BIRDS〜遊びの天才〜』でも引き続き継続放送中だが、2016年1月いっぱいで、冠スポンサーのH.I.S.が降板となった。

### 10時台
- 10時20分 コーナー番組『八芳園グループ presents カケラバンク　はじまりのストーリー』カケラバンク
  - 2011年12月4日よりスタート。次番組の途中2012年6月25日で最終回を迎えた。2011年10月2日〜11月27日は10:20〜10:45の時間をふつおたやテーマメール紹介などに割り当てられていた。
- 10時45分頃 FM RADIO SHOPPING
  - 総通提供のFMラジオショッピングコーナー。当番組では10:45と11:30に紹介されていた。（内容はJFN系のFMラジオショッピングと同じだが、ショッピングキャスターが異なる。）
- 10時53分 NACK5 TRAFFIC
- 10時56分 NACK5 NEWS

### 11時台
- 11時05分 『神田うの BEAUTY BRUNCH』神田うの
  - 次番組の途中2013年3月31日で終了。
- 11時28分 NACK5 WEATHER
- 11時30分 NACK5 TRAFFIC
- 11時35分頃 FM RADIO SHOPPING
- 11時55分頃 エンディング（プレゼント当選者発表）

## 中止コーナー
- Coming soon!
- Morning Report…エントリーしたリスナーから抽選で1名を選んで逆電をし、リスナーの今の状況をレポートしてもらうコーナー。レポーターになったリスナーには、番組ステッカーレアバージョンをプレゼント。

## 過去のコーナー
- 朝刊で〜す
- 歩数当てクイズ…片桐八千代が一週間歩いた歩数を当てるクイズ。毎週オープニングに答えあわせが行なわれ、もっとも近かった歩数を送ったリスナーに、番組ステッカーレアバージョンがプレゼントされる。ピタリ賞が出た場合は、豪華景品がプレゼントされる（史上初のピタリ賞の時は、クオカード3千円分だった）。※受付締切は、番組開始30分前（6時30分）
- MORNING SESSION!…ゲストコーナー。7時台の頃は収録であったが、11時台に移動してからは、基本的には生放送になっていた。
- 携帯変換当てクイズ…正解者全員に、番組レアステッカープレゼント※。受付締切は、番組開始30分前（6時30分）まで。このコーナーに限り、1人1通まで。1人複数の回答を送った場合は無効。
※正解者があまりに多い場合は、ノーマルステッカープレゼントに変更になる場合もあった。
- コーナー番組「水辺ウォーキング」春風亭小朝
- コーナー番組『INDY JAPAN RADIO 2009』鹿島田千帆
- コーナー番組『滝本猛夫のClean Revolution』滝本猛夫
- コーナー番組『馬場俊英ピース・オブ・ハート』馬場俊英
- コーナー番組『IDEAL YOUR STYLE』ドーター・コパ※一時期、片桐八千代もアシスタントとして出演していた。
- コーナー番組『洗剤革命 ECO WIND』滝本猛夫※片桐八千代もアシスタントとして出演していた。
- コーナー番組『池山隆寛 BUNBUN Stadium』池山隆寛
- コーナー番組『Reo Culture』土屋礼央（RAG FAIR）
- コーナー番組『TOKIO WALKER』山口達也（当時TOKIO）
  - 2011年9月まで同枠前々番組から日曜朝10:00〜10:45まで放送されていたが、2011年10月2日より当番組の手前（朝7:00〜8:00）に独立した。（番組は引き続き継続中。）

## その他
- かつて、パーソナリティ片桐八千代は「女王様」、スタッフは「（女王様の）愉快な仲間」と呼ばれていた。

（2008年新年のSUNDAY NAVIGATIONから、このような設定になったが、最近はほとんど呼ばれていない。）
- 2009年4月26日のOAで、歩数当てクイズ史上初のピタリ賞が出た。
- 片桐八千代の誕生日は12月26日である。（2009年12月27日、2010年12月26日放送より、年齢は非公開）
- 2011年4月3日より、放送時間を1時間拡大（2011年3月27日発表）
- 2011年10月2日より、放送時間を2時間短縮（2011年9月25日発表）

【放送時間の変遷】
- 〜2011年3月27日：7時〜12時（5時間生放送）
- 2011年4月3日〜9月25日 ：6時〜12時（6時間生放送）
- 2011年10月2日〜：8時〜12時（4時間生放送）